# بوذر جمهر قائینی
بوذر جمهر قائینی مربوط به دوره صفوی است و در ۳ کیلومتری شرق قائن، بر روی صخره واقع شده و این اثر در تاریخ ۲۲ تیر ۱۳۷۹ با شمارهٔ ثبت ۲۷۵۹ به‌عنوان یکی از آثار ملی ایران به ثبت رسیده‌است.

## آرامگاه
رامگاه بزرگمهر قائنی در فاصله چهار کیلومتری جنوب غربی شهر قائن و در دامنه کوهی موسوم به کوه ابوذر قرار دارد. بنای مقبره از بناهای قرن ششم و هفتم هجری است به فرم چلیپایی و با معماریی بسیار زیبا ساخته شده‌است. مصالح اصلی در ساخت بنا سنگ گچ و آجر است. درخت بنه ۷۰۰ ساله ای نیز در کنار این مقبره وجود دارد که به زیبایی اثر افزوده است.
بقعه آن چهار ایوانی است و گنبد بر فراز این ایوان‌ها استوار شده‌است. نوادگان بزرگمهر، خانواده «نوری ابوذری» هستند که هم‌اکنون اکثراً ساکن همین شهر می‌باشند. پسوند خانوادگی «ابوذری» متعلق به این خانواده و برگرفته از نام بوذر جمهر می‌باشد.

## بزرگمهر قائنی
یکی از عرفای نامدار، سیاست‌مدار و شاعر قرن چهارم و پنجم هجری قمری به نام قسیم بن ابراهیم بن منصور معروف بزرگمهر قائنی است.
بزرگمهر قائنی حکیم ادیب، فرزانه، سیاست‌مدار و شاعر سده چهارم و ربع اول پنجم قمری است که در دربار سلطان مسعود غزنوی خدمت کرده‌است. وی به زبان فارسی و عربی سخن می‌گفته و از وی اشعار و قصیده‌هایی به جای مانده که قصیده بهاریه او از شهرت خاصی بر خوردار است. بوذر جمهر بعد از مرگ سلطان محمود تا زمان فروپاشی حکومت غزنویان در دربار سلطان مسعود غزنوی به سر برد و در اواخر حکومت غزنویان از غزنه که پایتخت بود به قائن آمد و پس از مدتی در گذشت.

## منطقه نمونه گردشگری
محدوده آرامگاه بزرگمهر قائنی از تیر ماه سال ۱۳۹۳ توسط میراث فرهنگی شهرستان قائنات به یک منطقه نمونه گردشگری تبدیل گردید. مساحت این منطقه ۵۰۷ هکتار می‌باشد.

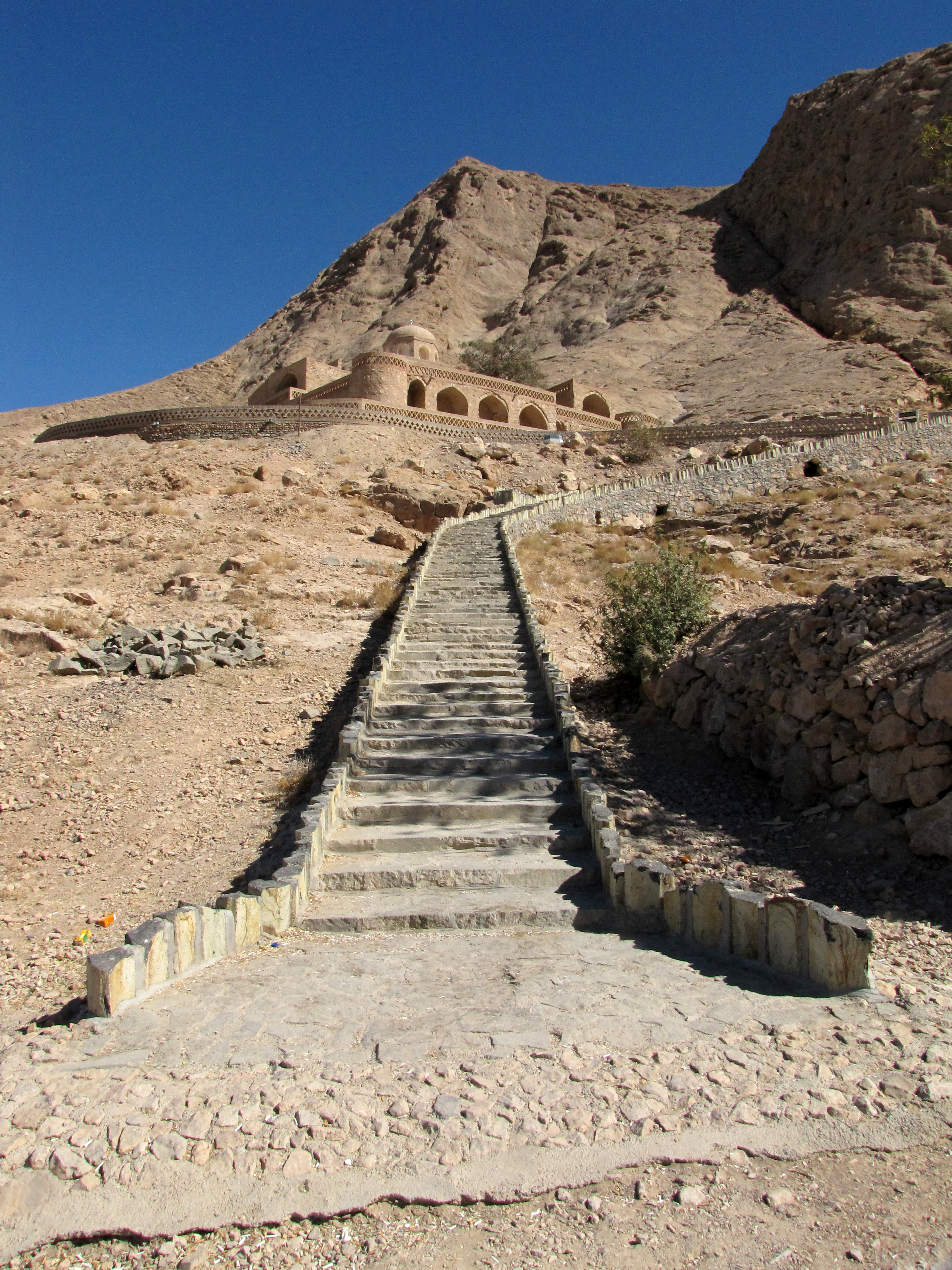
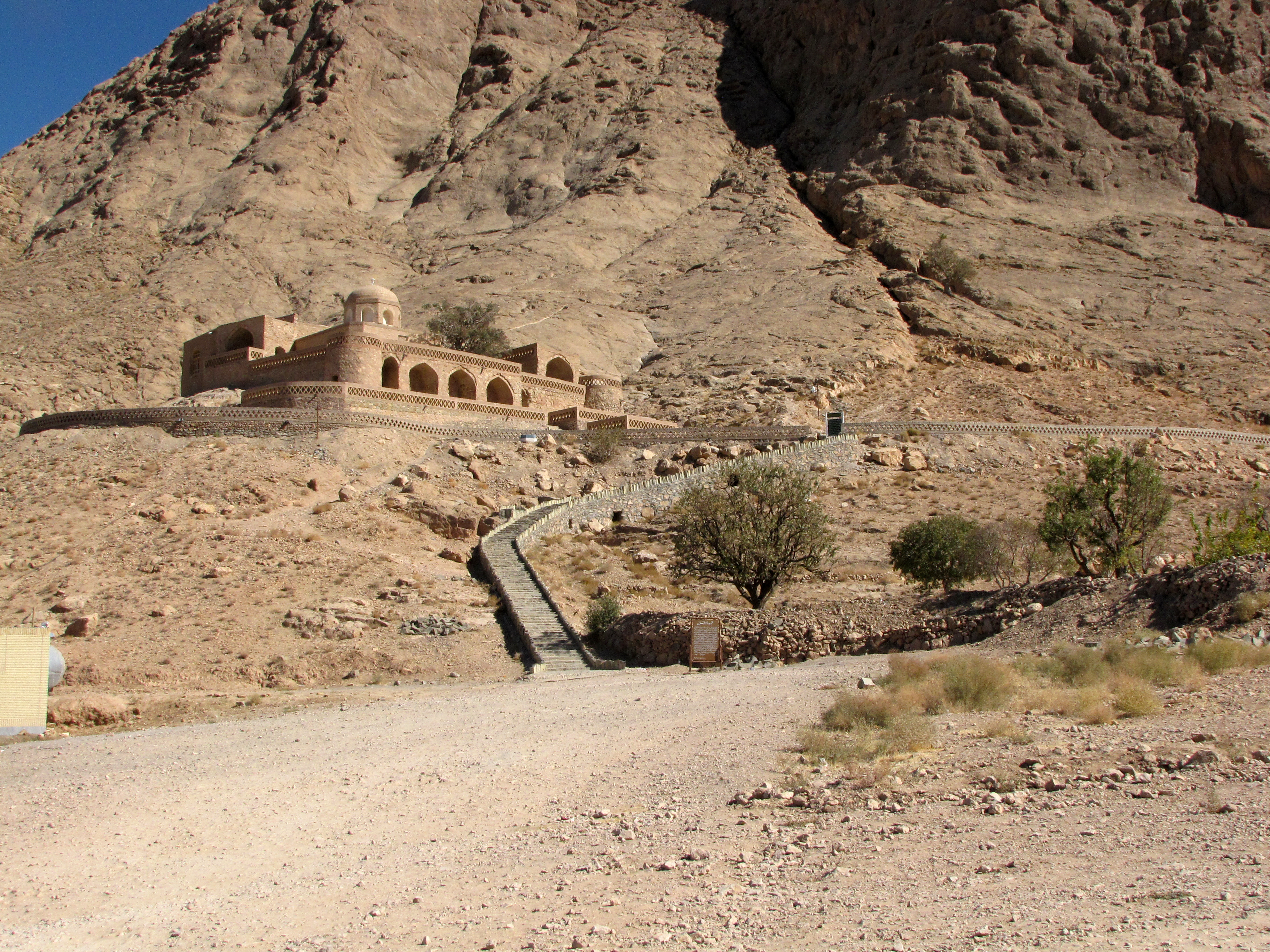